# 比伊-舍瓦讷
比伊-舍瓦讷（法語：Billy-Chevannes，法語發音：[biji ʃəvan] ⓘ）是法国涅夫勒省的一个市镇，属于讷韦尔区。该市镇于1790-1794年间由比伊（Billy）和舍瓦讷加佐（Chevannes-Gazeau）合并而成。

## 地理
比伊-舍瓦讷（47°0'53"N, 3°27'14"E）面积23.76 平方千米，位于法国勃艮第-弗朗什-孔泰大區涅夫勒省，该省份为法国中部省份，北至约讷省，西北接卢瓦雷省，西接谢尔省，南至阿列省，东南接索恩-卢瓦尔省，东临科多尔省。
与比伊-舍瓦讷接壤的市镇（或旧市镇、城区）包括：萨克西布尔东、弗拉奈-勒尼、锡兹利、圣伯南达济、圣菲尔曼、博纳、鲁伊。
比伊-舍瓦讷的时区为UTC+01:00、UTC+02:00（夏令时）。

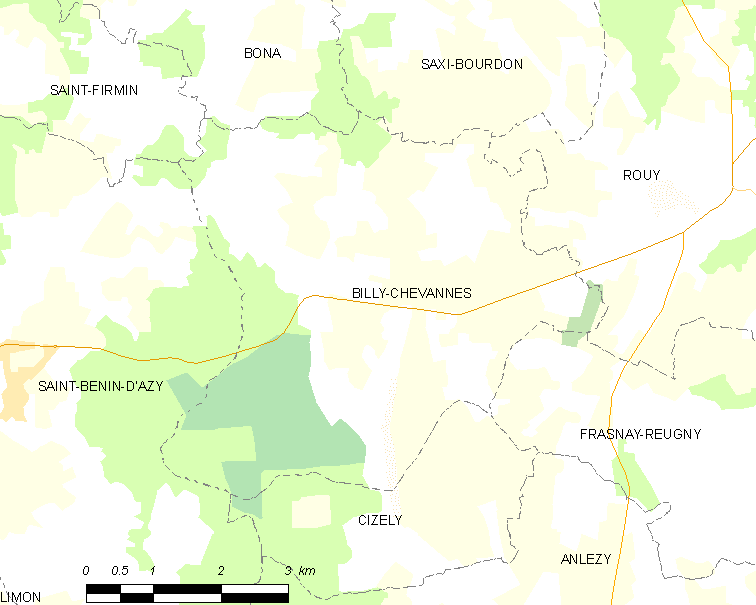
比伊-舍瓦讷的OSM定位图

## 行政
比伊-舍瓦讷的邮政编码为58270，INSEE市镇编码为58031。

## 政治
比伊-舍瓦讷所属的省级选区为盖里尼县。

## 人口

1962-2008年间比伊-舍瓦讷人口变化图示

比伊-舍瓦讷于2022年1月1日时的人口数量为316人。